# Нака-Окатимати (станция)
Станция Нака-Окатимати (яп. 仲御徒町駅 нака окатимати эки) — железнодорожная станция на линии Хибия расположенная в специальном районе Тайто, Токио. Станция обозначена номером H-17. Была открыта 28-го марта 1961 года. На станции установлены автоматические платформенные ворота.

## Планировка станции
Одна платформа островного типа и два пути.
| 1 | ○ Линия Хибия | Гиндза ・ Эбису ・ Нака-Мэгуро ・(Линия Тоёко) Хиёси ・ Кикуна |
| 2 | ○ Линия Хибия | Уэно ・ Кита-Сэндзю ・(Линия Исэсаки) Тобу-Добуцукоэн          |

## Близлежащие станции
| «                  |                    | Линия              |                    | »                  |
| Линия Хибия (H-17) | Линия Хибия (H-17) | Линия Хибия (H-17) | Линия Хибия (H-17) | Линия Хибия (H-17) |
| ------------------ | ------------------ | ------------------ | ------------------ | ------------------ |
| Акихабара (H-16)   | Акихабара (H-16)   | -                  | Уэно (H-18)        | Уэно (H-18)        |